# Altrincham
Altrincham er en by i storbykommunen Trafford i Stor-Manchester i England. Byen ligger på et fladt område syd for floden Mersey. Altrincham har en befolkning på omkring 67.000 mennesker. 
Manchester Metrolink har en endestation i Altrincham.
53°23′00″N 2°21′21″V / 53.3834°N 2.3557°V